# Mariem Alaoui Selsouli

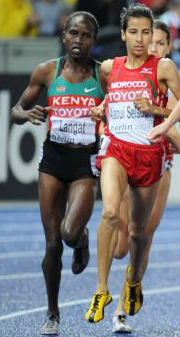
Selsouli (phải) tại 1500 m ở Berlin năm 2009, với Nancy Jebet Langat

Mariem Alaoui Selsouli (tiếng Ả Rập: مريم علوي سلسولي, sinh ngày 8 tháng 7 năm 1984) là một vận động viên chạy đường dài và cự ly trung bình người Ma-rốc. Cô ấy được sinh ra ở Marrakech.
Tại Chung kết điền kinh thế giới năm 2009 tại Berlin, Selsouli đã rút khỏi trận chung kết 1500m sau khi thất bại trong cuộc thử nghiệm ma túy cho EPO. Cô đã bị IAAF đình chỉ hai năm, từ ngày 22 tháng 8 năm 2009 đến ngày 21 tháng 8 năm 2011. Vào ngày 23 tháng 7 năm 2012, cô đã bị cấm tham dự Thế vận hội mùa hè ở Luân Đôn sau khi xét nghiệm dương tính với furosemide, sau đó cuộc thi của cô trong giải đấu kim cương ngày 6 tháng 7 năm 2012 tại Paris-Saint-Denis, với kết quả 3: 56,15 phút. Cô hiện đang phục vụ lệnh cấm doping 8 năm kéo dài từ ngày 6 tháng 7 năm 2012 đến ngày 24 tháng 7 năm 2020.

## Thành tích
| Năm                | Giải đấu                          | Địa điểm              | Thứ hạng           | Nội dung           | Chú thích          |
| Representing Maroc | Representing Maroc                | Representing Maroc    | Representing Maroc | Representing Maroc | Representing Maroc |
| ------------------ | --------------------------------- | --------------------- | ------------------ | ------------------ | ------------------ |
| 2001               | World Youth Championships         | Debrecen, Hungary     | 5th                | 3000 m             | 9:26.27            |
| 2002               | World Junior Championships        | Kingston, Jamaica     | 5th                | 1500 m             | 4:16.08            |
| 2002               | World Junior Championships        | Kingston, Jamaica     | 2nd                | 3000 m             | 9:16.28            |
| 2005               | Universiade                       | İzmir, Turkey         | 10th               | 1500 m             | 4:18.81            |
| 2005               | Universiade                       | İzmir, Turkey         | 5th                | 5000 m             | 16:07.99           |
| 2006               | World Indoor Championships        | Moskva, Nga           | 6th                | 3000 m             | 8:55.97            |
| 2006               | World Cross Country Championships | Fukuoka, Nhật Bản     | 15th               | Short race (4 km)  | 13:14              |
| 2006               | World Cross Country Championships | Fukuoka, Nhật Bản     | 4th                | Team               | 73 pts             |
| 2006               | World Athletics Final             | Stuttgart, Đức        | 12th               | 3000 m             | 9:06.40            |
| 2007               | World Cross Country Championships | Mombasa, Kenya        | 17th               | Senior race (8 km) | 28:53              |
| 2007               | World Cross Country Championships | Mombasa, Kenya        | 3rd                | Team               | 99 pts             |
| 2007               | World Championships               | Osaka, Japan          | 4th                | 1500 m             | 4:01.52 PB         |
| 2008               | World Indoor Championships        | Valencia, Tây Ban Nha | 3rd                | 3000 m             | 8:41.66            |
| 2012               | World Indoor Championships        | Istanbul, Turkey      | 2nd                | 1500 m             | 4:07.78            |

### Thành tích cá nhân tốt nhất
- 1500 mét - 3: 56,15 phút (2012)
- 3000 mét - 8: 29,52 phút (2007)
- 5000 mét - 14: 36,52 phút (2007)